# Delphinium polycladon
Delphinium polycladon är en ranunkelväxtart som beskrevs av Alice Eastwood. Delphinium polycladon ingår i släktet storriddarsporrar, och familjen ranunkelväxter. Inga underarter finns listade i Catalogue of Life.

## Bildgalleri

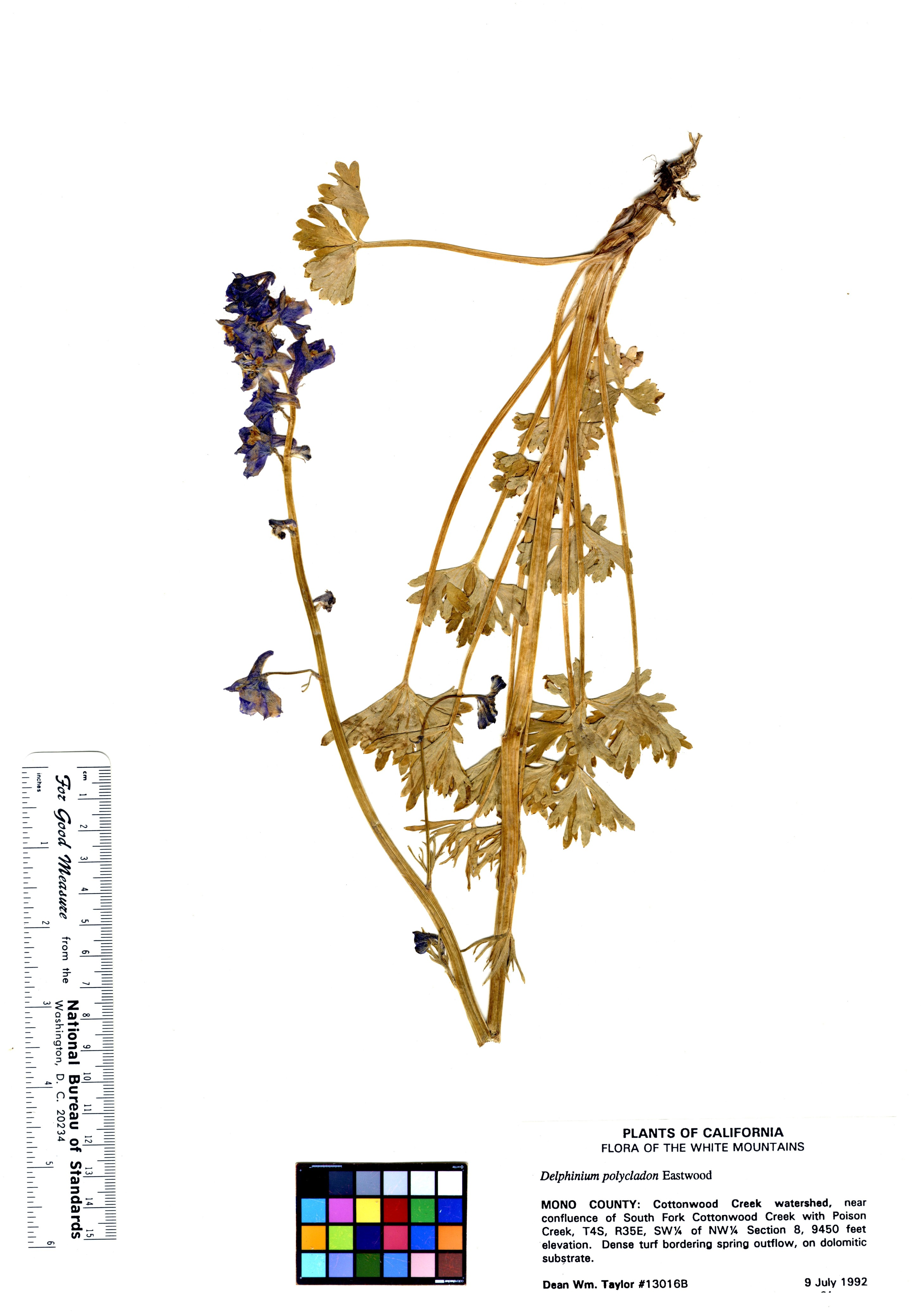